# The Promise (песня In This Moment)
«The Promise» — песня американской металкор-группы In This Moment, второй промосингл с третьего альбома A Star-Crossed Wasteland и первый сингл, появившийся на радио. Песня является дуэтом с Адрианом Патриком, вокалистом группы Otherwise. Клип вышел в конце сентября.

## Значение песни
«Эта песня повествует о том, как Вы безумно влюблены в кого-то и знаете, что Вы опасны для этого человека. Они могут быть опасны для Вас, даже если Вы жаждете их. Вам нужно больше, чем что-либо, хотя понимаете, что это может плохо кончиться.» — Мария Бринк.

## Коммерческий успех
«The Promise» на сегодняшний день является синглом группы, занявшим наивысшую позицию. В конце января песня достигла чарта «Top 40 Active Rock».

## Список композиций
ПромоCD
1. «The Promise (radio version)» — 4:28
2. «The Promise (album version)» — 4:28

CD-сингл
1. «The Promise (album version)» — 4:28
2. «The Promise (acoustic/live at Criminal Records)»
3. «Standing Alone (live at Criminal Records)»